# Tramwaje w Sheffield

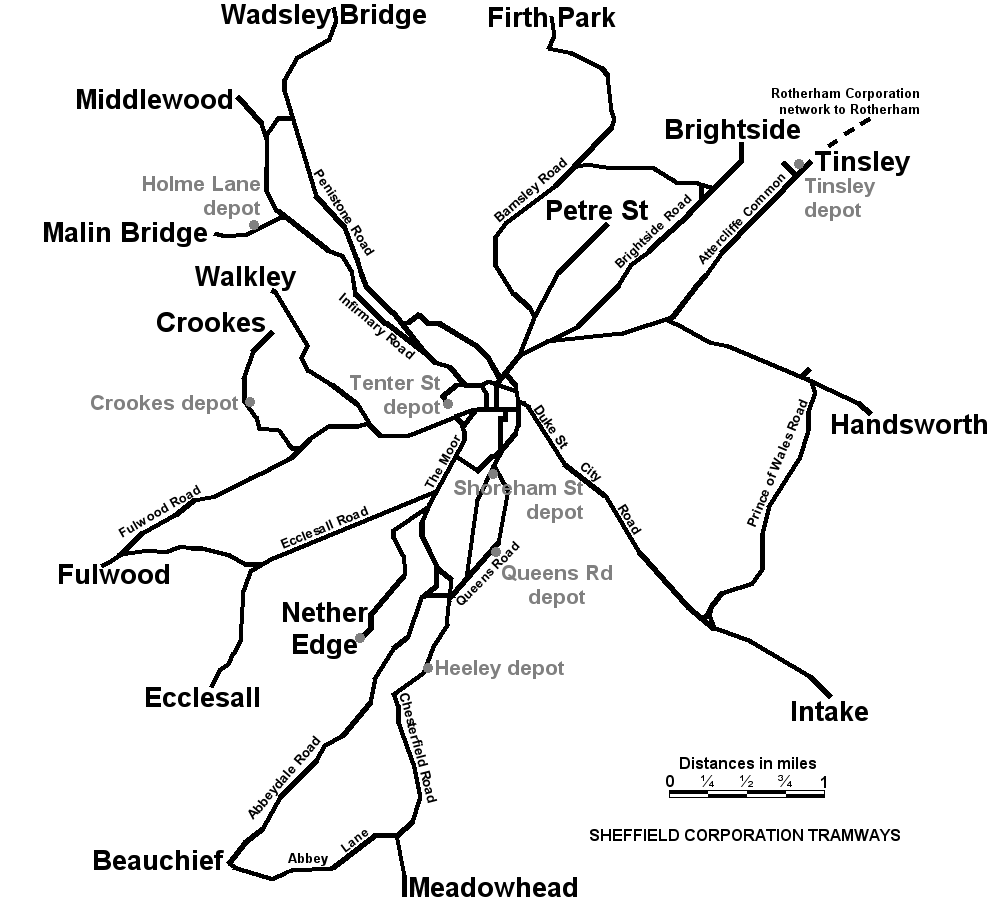
Schemat sieci tramwajowej w Sheffield

Schemat linii tramwajowych Supertram

Tramwaje w Sheffield − system komunikacji tramwajowej działający w angielskim mieście Sheffield. 

## Historia

### 1873–1960
W 1873 uruchomiono pierwsze tramwaje konne. Tramwaje elektryczne w Sheffield uruchomiono w 1899. Do 1902 tramwaje elektryczne całkowicie zastąpiły tramwaje konne. W kolejnych latach sieć tramwajową rozbudowywano i w 1910 sieć liczyła 63 km tras. W 1951 sieć tramwajowa osiągnęła swą maksymalną długość – 77 km tras. Od lat 50. XX w. rozpoczęto stopniową likwidację sieci tramwajowej i zastępowanie jej przez autobusy. W 1960 ostatecznie zlikwidowano tramwaje. 

### Sheffield Supertram
W 1985 podjęto decyzję o budowie lekkiej kolei miejskiej. System wart 240 milionów funtów wybudowało South Yorkshire Passenger Transport Executive (SYPTE). Otwarcie systemu nastąpiło 21 marca 1994. Do 1995 uruchomiono wszystkie odcinki obecnej sieci. Sieć tramwajowa składa się z trzech linii, które kursują po trasach o długości 29 km. Szerokość toru wynosi 1435 mm, a napięcie w sieci wynosi 750 V DC. W mieście działa jedna zajezdnia tramwajowa.
W planach jest budowa połączenia sieci tramwajowej z towarową obwodnicą miasta. Dzięki temu połączeniu tramwaje po torach kolejowych mają dotrzeć do Rotherham. Linia kolejowa jest niezelektryfikowana dlatego w planach jest także jej elektryfikacja napięciem 750 V DC. 

## Linie
W mieście istnieją trzy linie tramwajowe oznaczone kolorami:
- niebieska: Malin Bridge – Halfway
- żółta: Middlewood – Meadowhall
- fioletowa: Herdings Park – Cathedral (– Meadowhall)

## Tabor
Do obsługi sieci tramwajowej otwartej w 1994 zakupiono 25 tramwajów wyprodukowanych przez Siemens-Duewag w 1992. Tramwaje te są w 40% niskopodłogowe, dwukierunkowe, dwustronne o długości 34,8 m i 2,65 m szerokości. Jeden tramwaj może przewieźć 88 pasażerów na miejscach siedzący i 155 na miejscach stojących. Tramwaje dla planowanego połączenia Sheffield z Rotherham dostarczy firma Vossloh. 

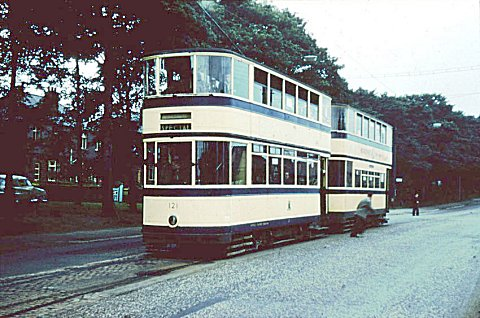
Tramwaje w Sheffield w latach 60. XX w.
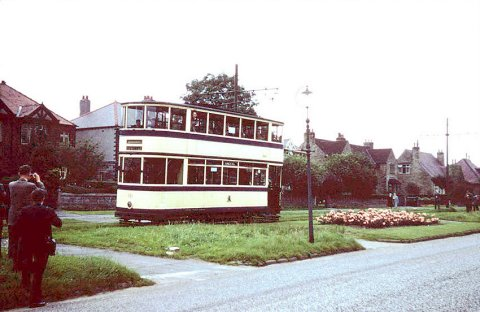
Tramwaj nr 123, lata 60. XX w.
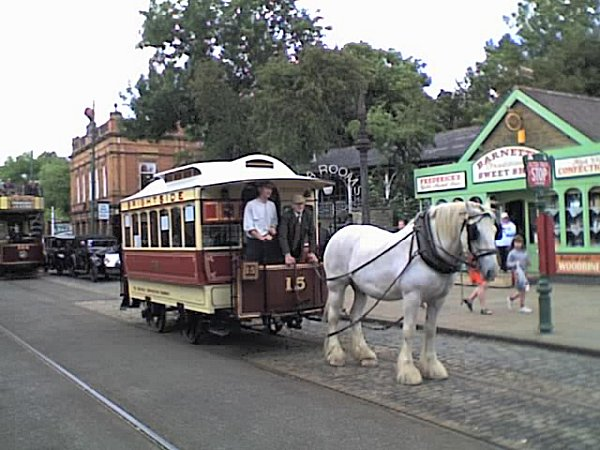
Tramwaj konny pochodzący z Sheffield w Crich
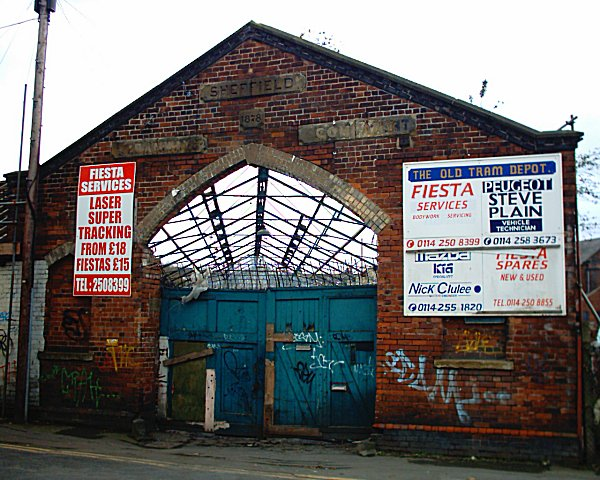
Stara zajezdnia tramwajowa
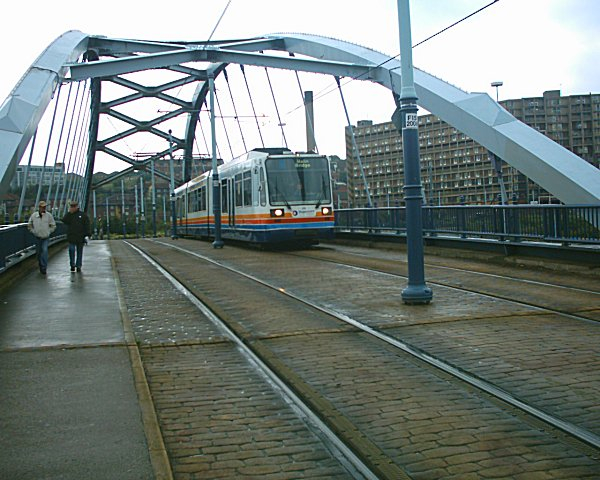
Tramwaj Supertram na Park Square Bridge
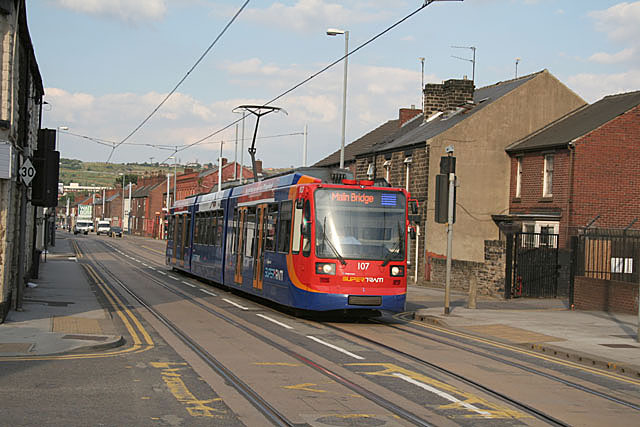
Tramwaj Supertram
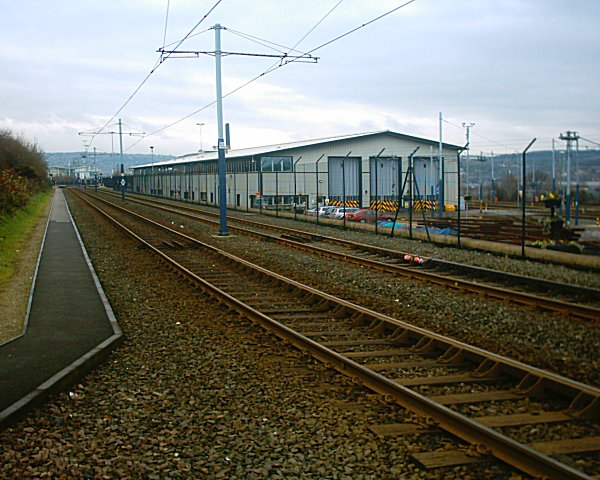
Współczesna zajezdnia tramwajowa